# Miss USA
Miss USA är USA:s uttagning till Miss Universum-tävlingen som startade 1952.

## Historia
Varje delstat skickar till riksfinalen sin representant, som innan måste ha vunnit delstatens deltävling, till exempel om det är i Texas heter tävlingen Miss Texas USA.
Tävlingen har kantats av många skandaler till exempel 2006 års vinnare Tara Conner som hade stora alkoholproblem, och många andra har blivit avsatta innan finalen för att ha varit med i utvik i herrtidningar.
Tävlingen har också haft många framtida kändisar som medverkande till exempel 1986 kom skådespelaren och Oscarsvinnaren Halle Berry tvåa. Miss USA har alltid några miljoner tittare men har under 2000-talet haft en nedåtgående trend i tittarsiffrorna.
I juni 2015 meddelade NBC att man sparkat Donald Trump och inte längre kommer att sända varken Miss USA eller dess systertävling Miss Universum.

## Vinnare
| År   | Miss USA               | Stat                 | Arena                       | Placering i Miss Universum-finalen |
| 1952 | Jackie Loughery        | New York             | Long Beach, Kalifornien     | Semi-finalist                      |
| 1953 | Myrna Hansen           | Illinois             | Long Beach, Kalifornien     | 2:a                                |
| 1954 | Miriam Stevenson       | South Carolina       | Long Beach, Kalifornien     | Vinnare                            |
| 1955 | Carlene King Johnson   | Vermont              | Long Beach, Kalifornien     | Semi-finalist                      |
| 1956 | Carol Morris           | Iowa                 | Long Beach, Kalifornien     | Vinnare                            |
| 1957 | Mary Leona Gage*       | Maryland             | Long Beach, Kalifornien     |                                    |
|      | Charlotte Sheffield    | Utah                 | Tävlade ej i Miss Universum |                                    |
| 1958 | Eurlyne Howell         | Louisiana            | Long Beach, Kalifornien     | 4:a                                |
| 1959 | Terry Huntingdon       | Kalifornien          | Long Beach, Kalifornien     | 3:a                                |
| 1960 | Linda Bement           | Utah                 | Miami Beach, Florida        | Vinnare                            |
| 1961 | Sharon Brown           | Louisiana            | Miami Beach, Florida        | 5:a                                |
| 1962 | Macel Leilani Wilson   | Hawaii               | Miami Beach, Florida        | Semi-finalist                      |
| 1963 | Marite Ozers           | Illinois             | Miami Beach, Florida        | Semi-finalist                      |
| 1964 | Bobbie Johnson         | District of Columbia | Miami Beach, Florida        | Semi-finalist                      |
| 1965 | Sue Ann Downey         | Ohio                 | Miami Beach, Florida        | 3a                                 |
| 1966 | Maria Remenyi          | Kalifornien          | Miami Beach, Florida        | Semi-finalist                      |
| 1967 | Sylvia Hitchcock       | Alabama              | Miami Beach, Florida        | Vinnare                            |
| 1967 | Cheryl Patton          | Florida              |                             |                                    |
| 1968 | Dorothy Anstett        | Washington           | Miami Beach, Florida        | 3:a                                |
| 1969 | Wendy Dascomb          | Virginia             | Miami Beach, Florida        | Semi-finalist                      |
| 1970 | Deborah Shelton        | Virginia             | Miami Beach, Florida        | 2:a                                |
| 1971 | Michele McDonald       | Pennsylvania         | Miami Beach, Florida        | Semi-finalist                      |
| 1972 | Tanya Wilson           | Hawaii               | Dorado, Puerto Rico         | Semi-finalist                      |
| 1973 | Amanda Jones           | Illinois             | New York, New York          | 2:a                                |
| 1974 | Karen Morrison         | Illinois             | Niagara Falls, New York     | Semi-finalist                      |
| 1975 | Summer Bartholomew     | Kalifornien          | Niagara Falls, New York     | 3:a                                |
| 1976 | Barbara Peterson       | Minnesota            | Niagara Falls, New York     | inte med i top10                   |
| 1977 | Kimberly Tomes         | Texas                | Charleston, South Carolina  | Semi-finalist                      |
| 1978 | Judi Anderson          | Hawaii               | Charleston, South Carolina  | 2:a                                |
| 1979 | Mary Therese Friel     | New York             | Biloxi, Mississippi         | Semi-finalist                      |
| 1980 | Shawn Weatherly        | South Carolina       | Biloxi, Mississippi         | Vinnare                            |
| 1980 | Jineane Ford           | Arizona              | Biloxi, Mississippi         |                                    |
| 1981 | Kim Seelbrede          | Ohio                 | Biloxi, Mississippi         | Semi-finalist                      |
| 1982 | Terri Utley            | Arkansas             | Biloxi, Mississippi         | 5:a                                |
| 1983 | Julie Hayek            | Kalifornien          | Knoxville, Tennessee        | 2:a                                |
| 1984 | Mai Shanley            | New Mexico           | Lakeland, Florida           | Semi-finalist                      |
| 1985 | Laura Martinez-Herring | Texas                | Lakeland, Florida           | Semi-finalist                      |
| 1986 | Christy Fichtner       | Texas                | Miami, Florida              | 2:a                                |
| 1987 | Michelle Royer         | Texas                | Albuquerque, New Mexico     | 3:a                                |
| 1988 | Courtney Gibbs         | Texas                | El Paso, Texas              | Top 10 Semi-finalist               |
| 1989 | Gretchen Polhemus      | Texas                | Mobile, Alabama             | 3:a                                |
| 1990 | Carole Gist            | Michigan             | Wichita, Kansas             | 2:a                                |
| 1991 | Kelli McCarty          | Kansas               | Wichita, Kansas             | Top 6 Finalist                     |
| 1992 | Shannon Marketic       | Kalifornien          | Wichita, Kansas             | Top 10 Semi-finalist               |
| 1993 | Kenya Moore            | Michigan             | Wichita, Kansas             | Top 6 Finalist                     |
| 1994 | Lu Parker              | South Carolina       | South Padre Island, Texas   | Top 6 Finalist                     |
| 1995 | Chelsi Smith           | Texas                | South Padre Island, Texas   | Vinnare                            |
| 1995 | Shanna Moakler         | New York             | South Padre Island, Texas   |                                    |
| 1996 | Ali Landry             | Louisiana            | South Padre Island, Texas   | Top 6 Finalist                     |
| 1997 | Brook Mahealani Lee    | Hawaii               | Shreveport, Louisiana       | Vinnare                            |
| 1997 | Brandi Sherwood        | Idaho                | Shreveport, Louisiana       |                                    |
| 1998 | Shawnae Jebbia         | Massachusetts        | Shreveport, Louisiana       | Top 5 Finalist                     |
| 1999 | Kimberly Pressler      | New York             | Branson, Missouri           | Inte med i Top10                   |
| 2000 | Lynnette Cole          | Tennessee            | Branson, Missouri           | Top 5 Finalist                     |
| 2001 | Kandace Krueger        | Texas                | Gary, Indiana               | 3a                                 |
| 2002 | Shauntay Hinton        | District of Columbia | Gary, Indiana               | Inte med i top20                   |
| 2003 | Susie Castillo         | Massachusetts        | San Antonio, Texas          | Top 15 Semi-finalist               |
| 2004 | Shandi Finnessey       | Missouri             | Los Angeles, Kalifornien    | 2:a                                |
| 2005 | Chelsea Cooley         | North Carolina       | Baltimore, Maryland         | Top 10 Finalist                    |
| 2006 | Tara Conner            | Kentucky             | Baltimore, Maryland         | 5:a                                |
| 2007 | Rachel Smith           | Tennessee            | Los Angeles, Kalifornien    | 5:a                                |
| 2008 | Crystle Stewart        | Texas                | Las Vegas, Nevada           | Top 10 Finalist                    |
| 2009 | Kristen Dalton         | North Carolina       | Las Vegas, Nevada           | Top 10 Finalist                    |
| 2010 | Rima Fakih             | Michigan             | Las Vegas, Nevada           | Inte med i Top15                   |
| 2011 | Alyssa Campanella      | Kalifornien          | Las Vegas, Nevada           | Top 16 Semi-finalist               |
| 2012 | Olivia Culpo           | Rhode Island         | Las Vegas, Nevada           | Vinnare                            |
| 2022 | R'Bonney Gabriel       | Texas                |                             | Vinnare                            |
| 2023 | Noelia Voigt           | Utah Savannah        |                             | Ressigned                          |